# Matthew Russell (rugby)
Pour les articles homonymes, voir Russell.

a Compétitions nationales et continentales officielles uniquement.

b Matchs officiels uniquement.
Matthew Russell, né le 6 juin 1993 à Irvine (Écosse), est un joueur de rugby à XIII écossais évoluant au poste d'arrière ou d'ailier. Jeune espoir du rugby à XIII écossais, il fait ses débuts professionnels avec les Wigan Warriors avant de rejoindre durant la saison 2012 Hull FC. Repéré par la franchise australienne des Gold Coast Titans, il rejoint la National Rugby League pour la saison 2013 mais n'y dispute aucun match. Il revient en Angleterre pour la saison 2014 en rejoignant les Warrington Wolves. Bien qu'il ait disputé peu de matchs professionnels, il est appelé en sélection écossais avec laquelle il dispute la Coupe du monde 2013.

## Biographie
Intégrant la sélection écossais dans le cadre de la Coupe du monde, il est l'un des meilleurs écossais de l'effectif. Élu homme du match lors de la victoire de l'Écosse contre les États-Unis, Matthew Russell inscrit quatre essais en trois matchs au premier tour, permettant à sa sélection de se qualifier pour les quarts de finale.

## Palmarès
- Collectif : 
  - Vainqueur du Championship : 2018 et 2019 (Toronto).
  - Finaliste  de la Super League : 2016 (Warrington).
  - Finaliste  de la Challenge Cup : 2016 (Warrington).

### Statistiques
| Saison | Club                    | Compétition           | Matchs | Points | Essais | Buts | Drop |
| ------ | ----------------------- | --------------------- | ------ | ------ | ------ | ---- | ---- |
| 2012   | Wigan Warriors          | Super League          | 2      | 12     | 3      | -    | -    |
| 2012   | → Hull FC               | Super League          | 6      | -      | -      | -    | -    |
| 2012   | → Leigh Centurions      | Championship          | 2      | 12     | 3      | -    | -    |
| 2013   | Gold Coast Titans       | National Rugby League | -      | -      | -      | -    | -    |
| 2014   | Warrington Wolves       | Super League          | 29     | 20     | 5      | -    | -    |
| 2015   | Warrington Wolves       | Super League          | 10     | 16     | 4      | -    | -    |
| 2016   | Warrington Wolves       | Super League          | 24     | 48     | 12     | -    | -    |
| 2017   | Warrington Wolves       | Super League          | 3      | -      | -      | -    | -    |
| 2018   | Toronto Wolfpack        | Championship          | 13     | 36     | 9      | -    | -    |
| 2019   | Toronto Wolfpack        | Championship          | 21     | 108    | 27     | -    | -    |
| 2020   | Toronto Wolfpack        | Super League          | 6      | 8      | 2      | -    | -    |
| 2021   | Leigh Centurions        | Super League          | 13     | 16     | 4      | -    | -    |
| 2022   | Toulouse olympique XIII | Super League          | 21     | 52     | 13     | -    | -    |